# Micrathene whitneyi
L'elfo dei cactus (Micrathene whitneyi (J.G.Cooper, 1861)), detto anche gufo elfo, è un uccello della famiglia degli Strigidi. È l'unica specie del genere Micrathene.

## Descrizione
È uno dei gufi più piccoli al mondo (con i suoi 14,5 cm di lunghezza ed i suoi 36-44 grammi di peso).

Ha una testa rotonda senza ciuffi auricolari. Il piumaggio è in genere bruno-grigiastro, presentando macchie bianche sul ventre e cannella sulla faccia. Una striscia bianca irregolare scende lungo le piume scapolari, con irregolari macchie bianche che corrono lungo il bordo esterno delle ali quando sono ripiegate. Un singolare colletto bianco corre lungo la parte inferiore della nuca. Le ali sono relativamente lunghe, e la coda, corta, presenta una barratura composta da 3 a 5 strisce orizzontali con colorazione pallida. Le zampe e le gambe sembrano nude ma sono scarsamente coperte da piume ispide. Gli occhi sono giallo pallido e sono evidenziate da sottili sopracciglia biancastre. Il volo è abbastanza simile a quello del pipistrello, ma non è irregolare.

## Biologia
Questo gufo adotta delle particolari soluzioni per difendersi. Quando si trova in pericolo, il gufo elfo nasconde se stesso coprendo le parti inferiori (più pallide) con un'ala. Inoltre se vengono catturati, questi si fingono morti fino a quando il pericolo è passato .

### Alimentazione
Il gufo elfo, a causa della debolezza dei suoi artigli, caccia principalmente piccole prede: prevalentemente insetti invertebrati (scorpioni, cavallette, locuste, mantidi, larve di mosca, bruchi, millepiedi e cicale), ma anche qualche topo o piccolo uccello. Raramente è stato visto cacciare lucertole o piccoli serpenti. Come tutti i gufi, non fanno rumore quando si avvicinano alle loro prede, perché il suono del battito delle loro ali è smorzato da piume che ammorbidiscono i bordi d'attacco delle ali stesse.

### Riproduzione
Intorno ad aprile, i maschi iniziano ad attrarre le femmine nelle vicinanze dei potenziali siti di nidificazione. Nelle notti di luna piena si chiamano continuamente per tutta la notte. La femmina sceglie il nido e comincia a dormire in esso prima di deporre le uova, per impedire l'occupazione del medesimo da parte di altri uccelli. Gli elfi dei cactus dipendono interamente dalle cavità che i picchi usano per nidificare, soprattutto in cactus e alberi a foglia caduca. L'ingresso del nido può essere situato ad un'altezza che va da 3 a 10 m dal suolo. In aprile o maggio, la femmina depone da 1 a 5 uova bianche. A differenza di altri gufi, la femmina può anche andare a caccia durante l'incubazione, lasciando il suo compagno ad incubare le uova durante la sua assenza. I giovani abbandonano il nido verso i 28-33 giorni. L'elfo effettua una singola covata annuale, e il suo successo riproduttivo è il più alto di qualsiasi altro gufo nordamericano. Questo è dovuto alla difficoltà che i predatori hanno nel raggiungere i nidi, in particolar modo quelli presenti sui cactus.

## Distribuzione e habitat
La specie è diffusa nelle zone aride del sud-ovest degli Stati Uniti e del Messico.
Vive soprattutto sui cactus giganti del deserto (Carnegiea gigantea), ma non disdegna platani, pini, noci, e anche i pali del telefono.